# Parabrachiella chevreuxii
Parabrachiella chevreuxii is een eenoogkreeftjessoort uit de familie van de Lernaeopodidae. De wetenschappelijke naam van de soort is voor het eerst geldig gepubliceerd in 1891 door van Beneden.